# 金沟子站
金沟子站是一个京哈线上的铁路车站，位于辽宁省开原市金沟子乡，建于1909年，目前为四等站，邮政编码为112301。目前客运：办理旅客乘降；不办理行李、包裹托运；货运：办理整车货物发到。